# David Törnqvist
David Törnqvist, född 29 oktober 1866 i Morjärv i Nederkalix församling, död 30 november 1928 i Luleå stadsförsamling, Norrbotten, var en svensk författare.

## Biografi
David Törnqvist växte upp i Björkfors, Nikkala och Nyborg, där fadern Adolf Törnqvist var sågverksinspektor. Efter studentexamen i Luleå studerade han två år vid Uppsala universitet utan att ta någon examen och var därefter verksam som informator och senare inspektor vid Björkfors egendom. När en mejeriskola förlades till Björkfors anställdes han som lärare i räkning, bokföring och väl- och rättskrivning. Han blev sedermera sekreterare i Norrbottens museiförening och intendent för Norrbottens museum.
Törnqvist skrev fyra skönlitterära böcker, som alla har motiv från Norrbottens län. Diktsamlingen Skymtar af landet i norr (1910) skildrar naturen och folket i Norrbotten. Där älfvarna brusa (1911) berättar i en serie dikter om en fattig pojkes uppväxt och arbete med skogshuggning och flottning. Novellsamlingen Stjärnljus och nattsol (1915) har motiv från allmogens liv i Norrbotten. Den historiska romanen Kedjor (1920) utspelas på 1600-talet vid silververket i Kvikkjokk.
Några av Törnqvists dikter har tonsatts av Bernt Selberg och sjungits in på CD av gruppen Ortens patrask.